# Moisés García Fernández
Moisés García Fernández, meglio noto come Arteaga (Cadice, 1º giugno 1969), è un allenatore di calcio ed ex calciatore spagnolo, di ruolo centrocampista.

## Palmarès

### Giocatore

#### Competizioni nazionali
- Coppa di Spagna: 1

Espanyol: 1999-2000